# Воскресенка (приток Пекши)
Воскресенка — река в России, протекает в Петушинском районе Владимирской области. Устье реки находится в 22 км по левому берегу реки Пекша. Длина реки составляет 10 км.
Река начинается в лесах юго-восточнее деревни Пахомово в 14 км к северо-западу от Лакинска. Течёт на юго-запад, протекает деревни Рощино, Пески. За 500 до устья принимает слева приток Дворянку. Впадает в Пекшу напротив деревни Елисейково.

## Данные водного реестра
По данным государственного водного реестра России относится к Окскому бассейновому округу, водохозяйственный участок реки — Клязьма от города Орехово-Зуево до города Владимир, речной подбассейн реки — бассейны притоков Оки от Мокши до впадения в Волгу. Речной бассейн реки — Ока.
Код объекта в государственном водном реестре — 09010300712110000031856.